# 明治女学校

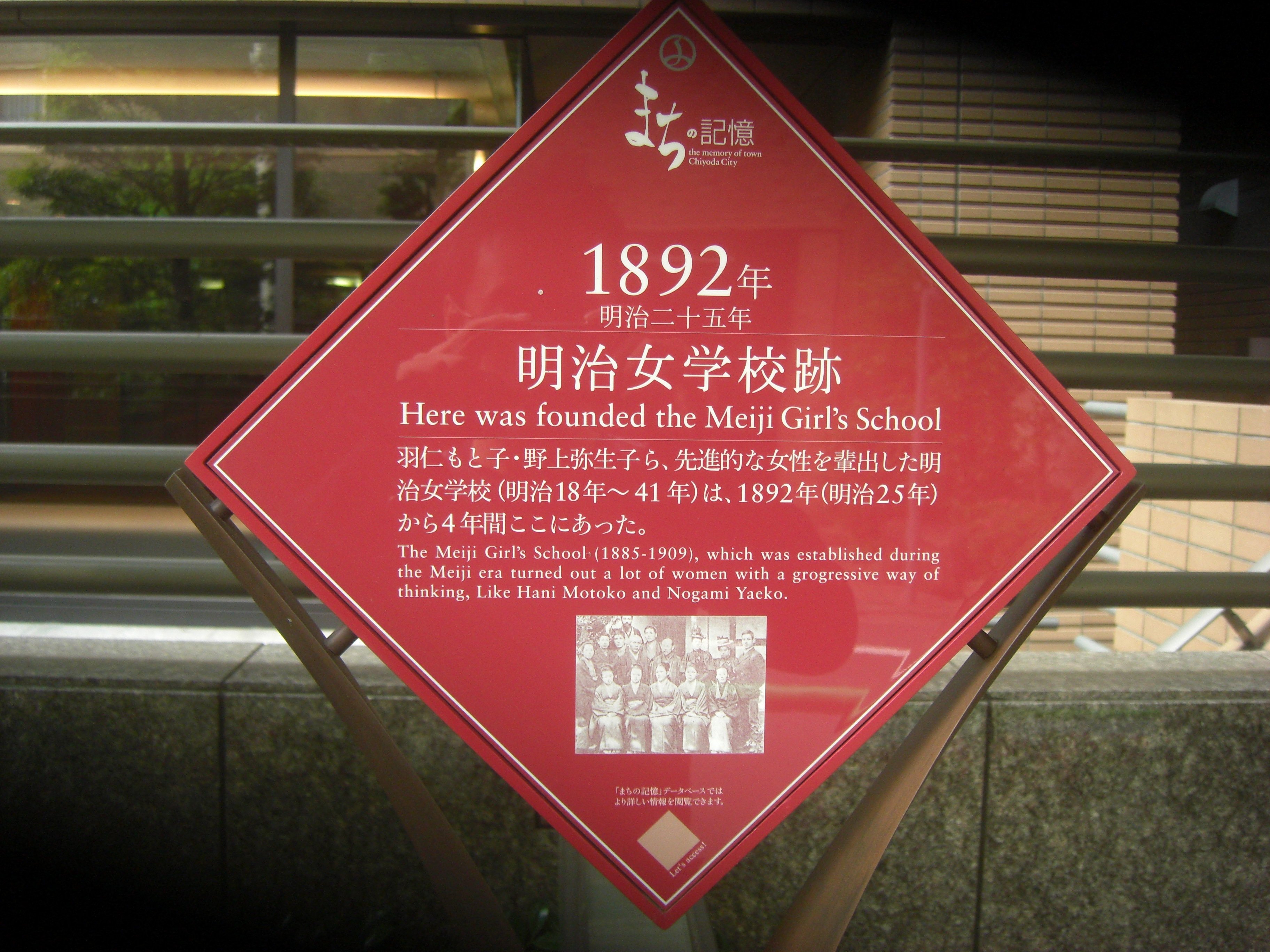
東京都千代田区六番町の
明治女学校跡

明治女学校（めいじじょがっこう）は、1885年（明治18年）から 1909年（明治42年）まで、東京にあった女学校。

## 経緯
1885年10月15日、米国から帰国した牧師の木村熊二が、キリスト教主義（プロテスタント）の女学校として九段下牛ヶ渕（現・千代田区飯田橋）に開校した。外国の女子教育法そのままでない、ミッション資金によらぬ自前の女学校として設立を宣言した学校であった。島田三郎、田口卯吉、植村正久、巌本善治が発起人となり、木村の妻で田口の姉の木村鐙子（とうこ）が取締役を務めたが、彼女は翌年没し、1887年、巌本が教頭になって実務を執った。
巌本は女学雑誌を主宰してもいたので、同誌への寄稿者、星野天知、北村透谷、馬場孤蝶、戸川秋骨、島崎藤村、青柳有美らの若者が、教壇に立った。哲学の大西祝、心理学の元良勇次郎、国文学の大和田建樹、音楽の幸田延子、英語の津田梅子・若松賤子、医学の荻野吟子らも教え、富井於菟・新井奥邃・島田三郎・植村正久・内村鑑三（生物学）が講師を務めた時期もあった。
1892年、巌本が2代目校長となった。
巌本もプロテスタントだったが、校内で宗教的儀式は行わず、布教を教育に混ぜ込まなかった。そして、神の下で平等な男女が健全な家庭を営むための心構えを、生徒に躾けた。校舎も寄宿舎もボロ屋で、生徒の服装も質素だった。運営を話し合う評議会には、生徒も参加した。寄宿舎は自治制だった。全国から、良家の子女が集まった。大塚楠緒子は夫君の海外留学中に入学した。
学校は1892年、麹町区下六番町（現・千代田区六番町）に移転し、生徒数300の最盛期を迎えたが、教会や宣教師の経済的援助を受けなかったので、経営は楽でなかった。1896年2月、深夜の失火で、校舎・寄宿舎・教員住宅の大半を失った。焦眉の避難に、寄宿生の服装は乱れていなかったという。
焼け残った教室で残花、桜井鴎村らが授業を続けたのち、1897年（明治30年）、東京府北豊島郡巣鴨（現・豊島区西巣鴨二丁目）に校舎を新築した。1904年、巌本は校主に退き、教師で寄宿舎の舎監だった呉久美（呉文聰の姉）が校長になって支えたが、1909年に閉校した。
巣鴨の敷地内には学校関係者に分譲した家がいくつかあり、校長の巌本善治、数学教師の五島千代槌らが家族と暮らしていた。

## 廃校後
- 卒業生で教師でもあった五島千代槌は廃校を惜しんで、親に資金を出させて巣鴨橋の近くに「晩香女学校」を開校した[7]。
- 千代田区六番町三丁目1と豊島区西巣鴨二丁目14 - 11の故地に、記念の標識がある。

## 関係者の、回想を含む作品
→ 印の後は、入手可能と思われる改版。
- 島崎藤村（講師）：『春』、自費出版（1908） → 新潮文庫（1950）ISBN 9784101055039
- 羽仁もと子（飯田町 - 六番町時代）：『半生を語る』、羽仁もと子 著作集12（ca. 1930）→ 日本図書センター（1997）ISBN 9784820542872
- 相馬黒光（六番町時代）：『黙移』、東和社（1950）→ 平凡社ライブラリー（1999）ISBN 9784582762884
- 野上弥生子（巣鴨時代）：『森』、新潮社（1985）→ 新潮文庫（1996）ISBN 9784101044040